# Funcție transcendentă
O funcție transcendentă este o funcție analitică care nu satisface nicio ecuație polinomială, spre deosebire de o funcție algebrică.
Cu alte cuvinte, o funcție transcendentă „transcende” algebra prin aceea că nu poate fi exprimată în termenii unui șir finit de operații algebrice de adunare, înmulțire, și extragere de radical.
Exemple de funcții transcendente sunt funcția exponențială, logaritmul și funcțiile trigonometrice.

## Definiție
Formal, o funcție analitică ƒ(z) de o variabilă reală sau complexă z este transcendentă dacă este independentă algebric de acea variabilă. Acest lucru poate fi extins la funcții de mai multe variabile.

## Istoria
Funcțiile transcendente au intrat în matematică prin intermediul cvadraturii hiperbolei dreptunghiulare xy = 1 realizată de către Gregoire de Saint Vincent în 1647, la două milenii după ce Arhimede a produs cvadratura parabolei. S-a demonstrat că zona de sub hiperbolă are proprietatea că aria este constantă dacă limitele au un raport constant. Funcția logaritm natural astfel descrisă a avut o utilitate limitată până în 1748, când Leonhard Euler a pus-o în legătură cu funcțiile în care o constantă este ridicată la o putere variabilă, cum ar fi funcția exponențială în cazul în care baza⁠(d) constantă este e. Prin introducerea acestor funcții transcendente și observând proprietatea de bijectivitate proprietate care implică existența unei funcții inverse, s-a găsit o metodă de manipulare algebrică a logaritmului natural chiar dacă el nu este o funcție algebrică.
Funcțiile transcendente au fost definite pentru prima oară de către Euler în Introductio⁠(d) (1748) ca funcții fie nedefinibile prin „operațiuni obișnuite ale algebrei”, fie definite de astfel de operațiuni „repetate de un număr infinit de ori”. Dar această definiție este nesatisfăcătoare, deoarece unele funcții definite cu număr infinit de operațiuni rămân algebrice sau chiar raționale. Teoria a fost dezvoltată mai departe de Gotthold Eisenstein (teorema lui Eisenstein⁠(d)), Eduard Heine, și alții.

## Exemple
Următoarele funcții sunt transcendente:
{\displaystyle }
{\displaystyle }
{\displaystyle }
{\displaystyle }
{\displaystyle }
{\displaystyle }
În special, pentru ƒ2 dacă c este făcut să fie egal cu e, baza logaritmul natural, atunci vom obține că ex este o funcție transcendentă. În mod similar, dacă îl facem pe c egal cu e în  f5, atunci vom obține că {\displaystyle } (adică logaritmul natural) este o funcție transcendentă.

## Funcții algebrice și transcendente
Cele mai cunoscute funcții transcedente sunt logaritmul, exponențiala (cu orice bază netrivială), funcțiile trigonometrice și cele hiperbolice, și inversele acestora. Mai puțin cunoscute sunt funcțiile speciale⁠(d) ale analizei matematice, cum ar fi funcția gamma, funcțiile eliptice, și funcțiile zeta⁠(d), care sunt toate transcendente. Funcția hipergeometrică generalizată și funcțiile Bessel sunt în general transcendente, dar algebrice pentru unele valori speciale ale parametrilor.
O funcție care nu este transcendentă este algebrică. Exemple simple de funcții algebrice sunt funcțiile raționale și funcția radical, dar, în general, funcțiile algebrice nu pot fi definite ca formule finite de funcții elementare.
Integrala nedefinită a multor funcții algebrice este transcendentă. De exemplu, funcția logaritm a apărut din funcția reciprocă⁠(d) într-un efort de a găsi aria unui sector hiperbolic.
Algebra diferențială⁠(d) analizează cum creează integrarea frecvent funcții care sunt algebric independente de o anume clasă, cum ar fi atunci când primesc drept variabile polinoame de funcții trigonometrice.

## Funcții transcendent transcendente
Majoritate funcțiilor transcendente, inclusiv funcțiile speciale ale fizicii matematice, sunt soluții ale ecuațiilor  diferențiale algebrice⁠(d). Cele care nu sunt, cum ar fi funcțiile gamma și zeta⁠(d), se numesc transcendent transcendente sau hipertranscendente⁠(d).

## Mulțime excepțională
Dacă ƒ(z) este o funcție algebrică și α este un număr algebric, atunci și ƒ(α) va fi un număr algebric. Reciproca nu este adevărată: există funcții întregi transcendente⁠(d) ƒ(z) astfel încât ƒ(α) este un număr algebric pentru orice α algebric. În multe cazuri, cu toate acestea, mulțimea numerelor algebrice α unde ƒ(α) este algebrică este destul de mic. De exemplu, dacă ƒ este o funcție exponențială, ƒ(z) = ez, atunci singurul număr algebric α unde ƒ(α) este și el algebric este α = 0, unde ƒ(α) = 1. Pentru o funcție transcendentă dată, această mulțime de numere algebrice care se transformă într-un rezultat algebric se numește mulțime excepțională a funcției, adică mulțimea
{\displaystyle {\mathcal {E}}(f)=\left\{\alpha \in {\overline {\mathbf {Q} }}\,:\,f(\alpha )\in {\overline {\mathbf {Q} }}\right\}.}
Dacă această mulțime poate fi calculată, atunci ea poate duce adesea la rezultate din teoria numerelor transcendente⁠(d). De exemplu, Lindemann a demonstrat în 1882 că mulțimea excepțională a funcției exponențiale este {0}. În special exp(1) = e este număr transcendent. De asemenea, deoarece exp(iπ) = -1 este algebric, știm că iπ nu poate fi algebric. Deoarece i este algebric, acest lucru implică faptul că π este un număr transcendent.
În general, găsirea mulțimii excepționale a unei funcții este o problemă dificilă, dar a fost calculată pentru unele funcții:
- {\displaystyle {\mathcal {E}}(\exp )=\{0\}},
- {\displaystyle {\mathcal {E}}(j)=\{\alpha \in \mathbf {H} \,:\,[\mathbf {Q} (\alpha ):\mathbf {Q} ]=2\}},
  - Aici, j este j-invarianta⁠(d) lui Klein, H este semiplanul superior, iar [Q(α): Q] este gradul corpului de numere⁠(d) Q(α). Acest rezultat i se datorează lui Theodor Schneider⁠(d).[9]
- {\displaystyle {\mathcal {E}}(2^{x})=\mathbf {Q} },
  - Acest rezultat este un corolar al teoremei Gelfond–Schneider⁠(d) care afirmă că dacă α este algebric și diferit de 0 sau 1, și dacă β este algebric și irațional, atunci αβ este transcendent.  Astfel, funcția 2x poate fi înlocuită cu cx pentru orice c algebric diferit de 0 și 1. Într-adevăr,
- {\displaystyle {\mathcal {E}}(x^{x})={\mathcal {E}}(x^{\frac {1}{x}})=\mathbf {Q} \setminus \{0\}.}
- O consecința a conjecturii lui Schanuel⁠(d) din teoria numerelor transcendente ar fi că {\displaystyle {\mathcal {E}}(e^{e^{x}})=\emptyset .}
- O funcție a cărei mulțime excepțională este mulțimea vidă care nu necesită presupunerea conjecturii lui Schanuel este ƒ(x) = exp(1 + πx).

Deși calcularea mulțimii excepționale a unei funcții date nu este ușoară, se știe că, dată fiind orice submulțime a mulțimii numerelor algebrice, notată cu A, există o functie transcendentă ƒ a cărei mulțime excepțională este A. Submulțimea poate fi și toată mulțimea numerelor algebrice. Acest lucru implică automat că există  funcții transcendente care produc numere transcedente numai atunci când primește numere transcendente. Alec Wilkie⁠(d) a demonstrat și că există funcții transcendente pentru care nu există demonstrații ale transcendenței lor în logica de ordinul întâi⁠(d), dând ca exemplu o funcție analitică.

## Analiza dimensională
În analiza dimensională, funcțiile transcendente sunt importante pentru că au sens numai atunci când argumentul lor este adimensional (eventual după reducere algebrică). Din această cauză, funcțiile transcendente pot fi o sursă de erori dimensionale ușor de detectat. De exemplu, log(5 metri) este o expresie fără sens, spre deosebire de log(5 metri / 3 metri)  sau  log(3) metri. S-ar putea încerca să se aplice o identitate logaritmică pentru a obține log(10) + log(m), care evidențiază problema: aplicarea unei operațiuni nealgebrice asupra unei dimensiuni creează rezultate lipsite de sens.